# Universität Lubumbashi
Die Universität Lubumbashi (französisch Université de Lubumbashi), vorwiegend unter dem Akronym UNILU bekannt, ist eine der ältesten Universitäten der Demokratischen Republik Kongo. Sie befindet sich in Lubumbashi, dem ehemaligen Elisabethville oder Elisabethstad.

## Geschichte
Die Hochschule wurde auf der Grundlage des Décret Royal Belge vom 26. Oktober 1955 im selben Jahr von der belgischen Kolonialverwaltung mit Unterstützung der Université de Liège als Université officielle du Congo et du Rwanda-Urundi gegründet. Bereits 1956 nahm sie durch ein weiteres Décret vom 15. Mai ihren Hochschulbetrieb auf.
1960 wurde ihr Name in Université d’État d’Élisabethville geändert, 1963 in Université officielle du Congo im unabhängigen Kongo bzw. Zaire folgten dann noch Umbenennungen in Université nationale du Congo / Campus de Lubumbashi sowie Université nationale du Zaïre / Campus de Lubumbashi. Schließlich erhielt die Universität 1981 auf Grundlage der Ordonnance Présidentielle n° 81/143 vom 3. Oktober 1981 ihren heutigen Namen.
Die Fakultät Ingenieurwissenschaften wurde 1960 errichtet. Hier wurden an die Absolventen Diplome für den akademischen Grad Ingénieur Civil auf den Gebieten Bergbau, Chemie, Metallurgie und Elektrotechnik verliehen. Nach dem Verlust von Kooperationspartnern im Jahre 1990, litt der Fachbereich zunehmend unter veralteten Ausstattungen und wachsenden Entwicklungsabstand zu relevanten Wirtschaftsbereichen.
Das Herbarium von Lubumbashi in der Fakultät Agrarwissenschaften erlitt während der politischen Instabilität des Landes in den Jahren 1990 und 1991 erhebliche Verluste und Zerstörungen in den Sammlungsbeständen. Seit der Belebung des Bergbaus in der Katanga-Region ab 2000 konnte sich die internationale wissenschaftliche Kooperation wieder verbessern. Die Zusammenarbeit mit dem Botanischen Garten Meise in Belgien übte auf die Beseitigung der Schäden einen vorteilhafte Einfluss aus.
Seit 2008 erlebte der Lehrbetrieb an der Fakultät Ingenieurwissenschaften eine positive Entwicklung. Eine Gebäudesanierung und Investitionen in die technische Ausstattung des Lehrbetriebes um 2012 haben die Bedingungen seither wesentlich verbessert.
Anfang 2017 äußerten Studenten öffentlich ihr Unverständnis darüber, dass ihnen keine Möglichkeit zur zügigen Begleichung der Studiengebühren zur Verfügung stand. Es bildeten sich Schlangen vor den Zahlstellen und manche Studenten mussten auf einen Zahlungsaufruf warten. Das Finanzmanagement der Universität beruhte auf veralteten Systemen, die eine schnelle elektronische Überweisung zu diesem Zeitpunkt nicht ermöglichten.
Vom 27. bis 30. April 2017 kam es zwischen einer Delegation der Universität Lüttich, belgischen Wirtschaftsvertretern und konsularischen Repräsentanten sowie der Universitätsleitung der UNILU in Lubumbashi zu einem Arbeitstreffen, in dessen Verlauf die Revitalisierung der universitären Zusammenarbeit in Hinblick auf künftige Projekte beraten wurde. Ein wichtiger Programmpunkt war dabei der Fachbereich Landwirtschaft.
Im Mai 2019 wurde ein Streik der Hochschuldozenten angedroht, jedoch nach Teilerfüllung von Forderungen wieder abgesetzt. Die Professoren forderten die Einlösung von Zusatzvergütungen mit fünf Monaten Rückstand und die Zahlung eines weiteren Defizits aus dem akademischen Jahr 2017–2018.
In der zweiten Hälfte des Jahres 2019 kam es zu Streikaktionen aus dem Kreise des in der Association du corps académique et scientifique de l'Université de Lubumbashi (ACASUL) organisierten Hochschulpersonals. Die dabei erhobenen Forderungen richteten sich auf überfällige Geldzahlungen und Fragen der Hochschuldemokratie bzw. auf herbeizuführende Wahlen in den Gremien.

## Statistikdaten
Im Jahr 2007 hatte die Hochschule 20.898 Studierende und 769 Mitarbeiter. Im Jahr 2011–2012 waren es 26.416 Studierende und 923 Mitarbeiter. Im Jahr 2020 werden 21.683 Studierende und 1566 Lehrkräfte (enseignants) angegeben.

## Fakultäten
Die Universität gliedert sich neben ihrer zentralen Verwaltung und technischen Dienste in 16 Fachbereiche (Facultés) und 4 Kollegs (Écoles supérieures). Die Fachbereiche sind:
- Architektur
- Ecole Supérieure des Ingénieurs Industriels (ESI; deutsch etwa: „Kolleg der Industrieingenieure“)
- Ingenieurwissenschaften
- Jura
- Kriminalistik
- Landwirtschaft
- Literatur- und Geisteswissenschaften
- Medizin
- Naturwissenschaften (Chemie, Geographie, Geologie, Mathematik, Informatik)
- Öffentliche Gesundheitspflege
- Pharmazie
- Psychologie und Pädagogik
- Sozialwissenschaften
- Tourismus- und Hotelwirtschaft
- Veterinärmedizin
- Wirtschaftswissenschaften und Management

## Campus
Der Campus liegt im Norden der Stadt, westlich des Flughafens Lubumbashi.
Der bauliche Zustand des UNILU-Campus hatte sich seit den 1980er Jahren durch starke Vernachlässigung erheblich verschlechtert. Um 1990 befand sich auch die Personalstruktur durch eine schlechte Vergütung in einer unvorteilhaften Situation. Wer es vermochte, organisierte sich ein Zusatzeinkommen außerhalb des Universitätsalltags durch private Dienstleistungen.

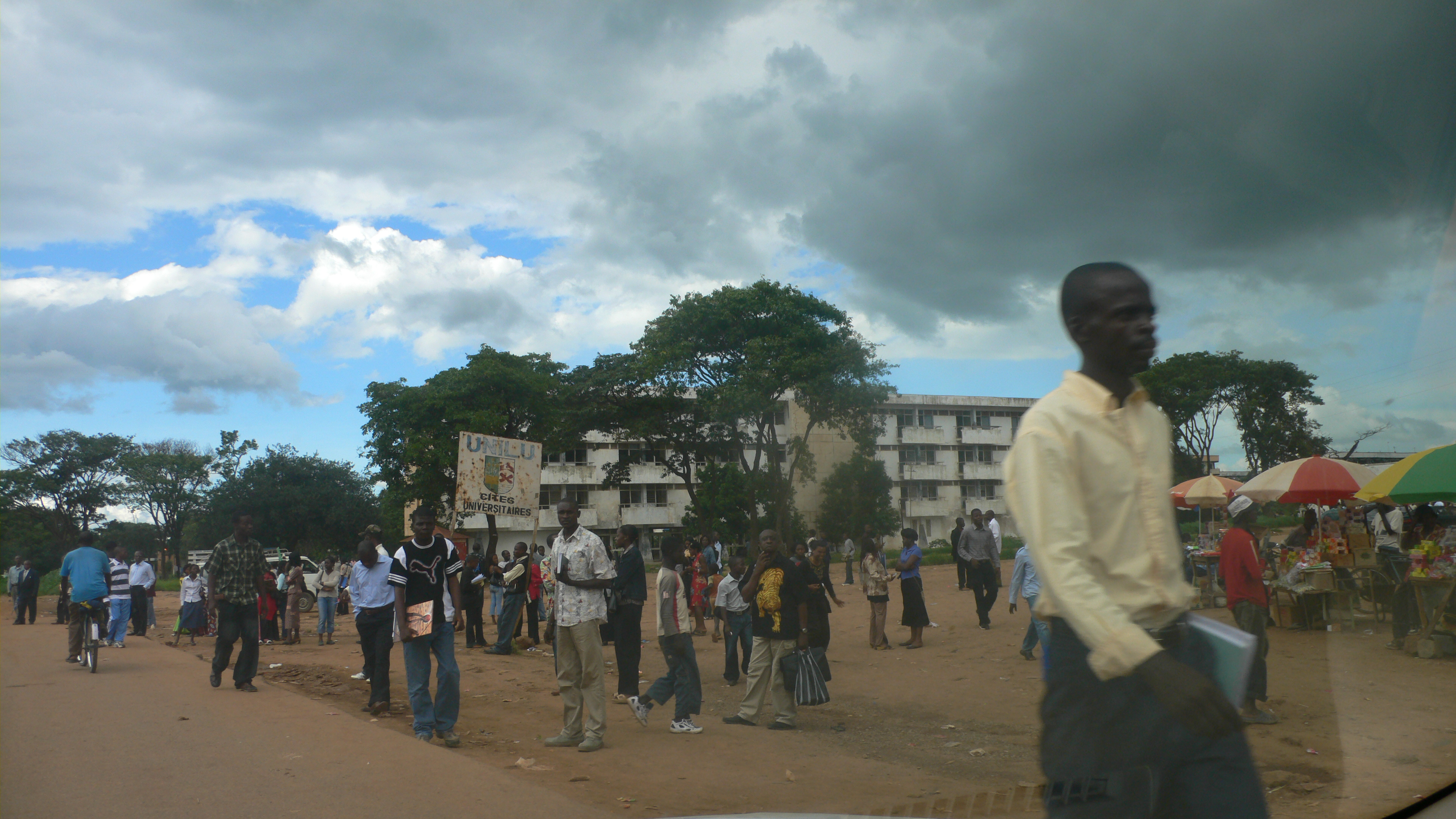
Universität Lubumbashi Campus
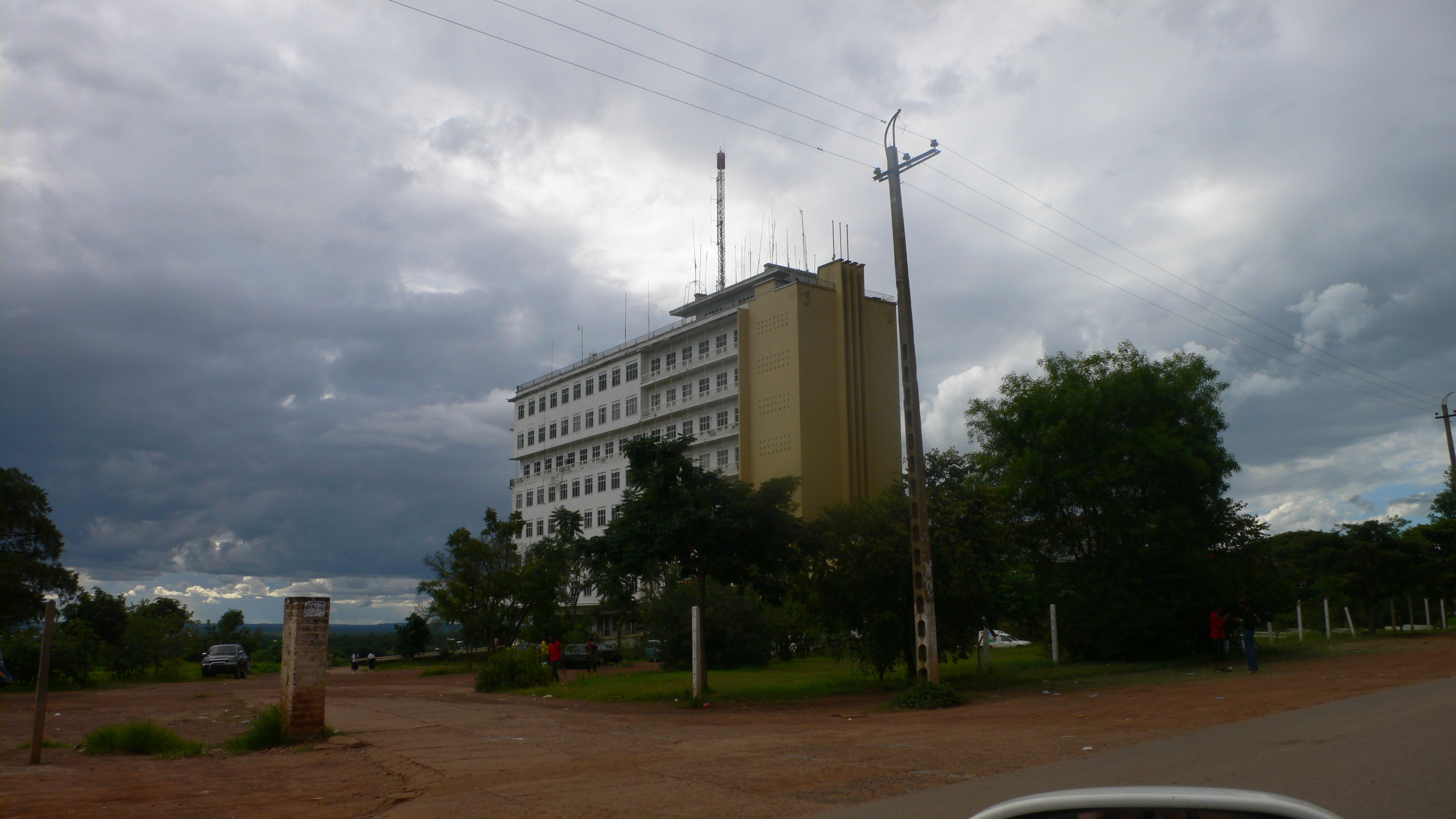
Verwaltungsgebäude der UNILU
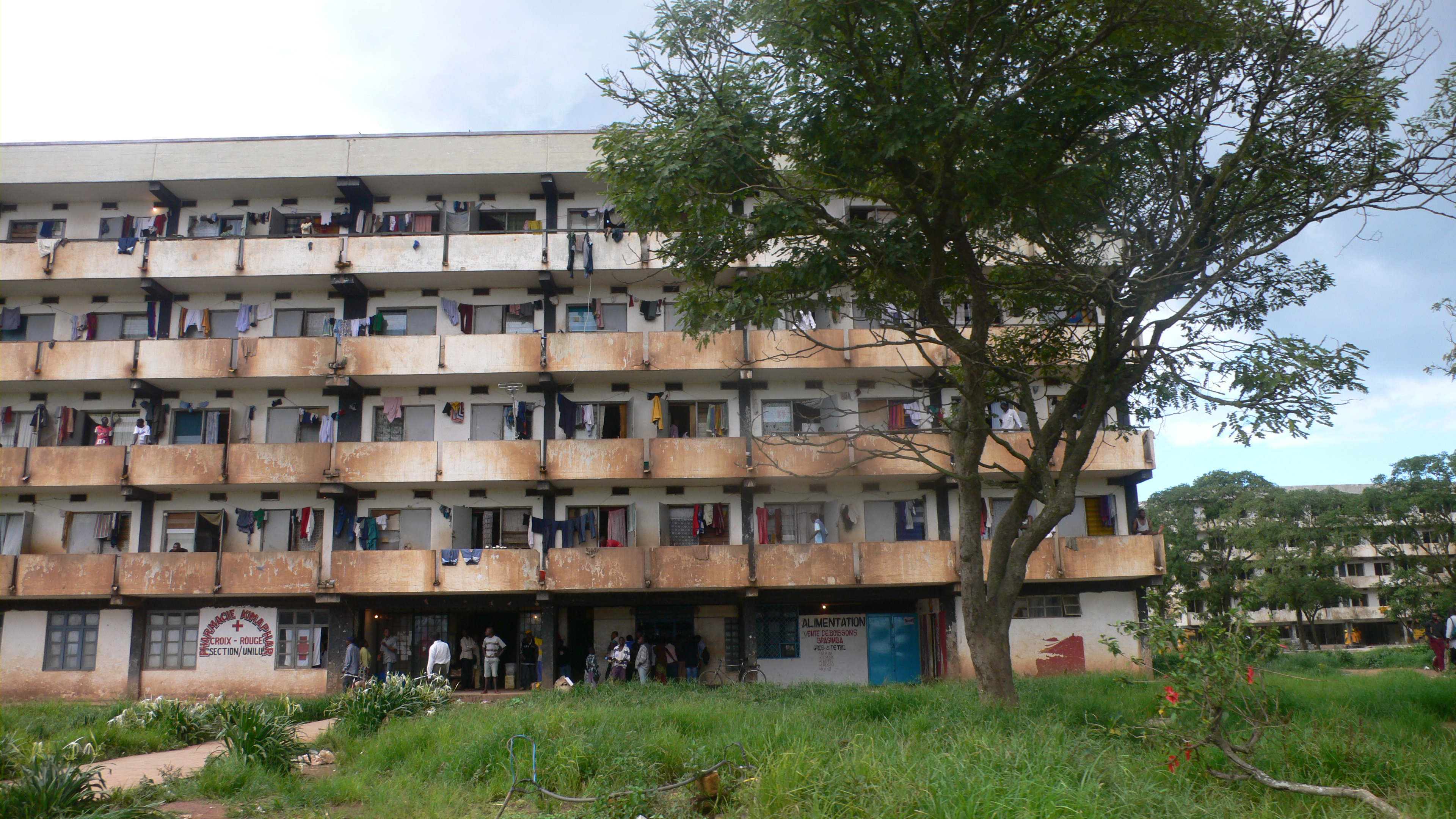
Campus der UNILU
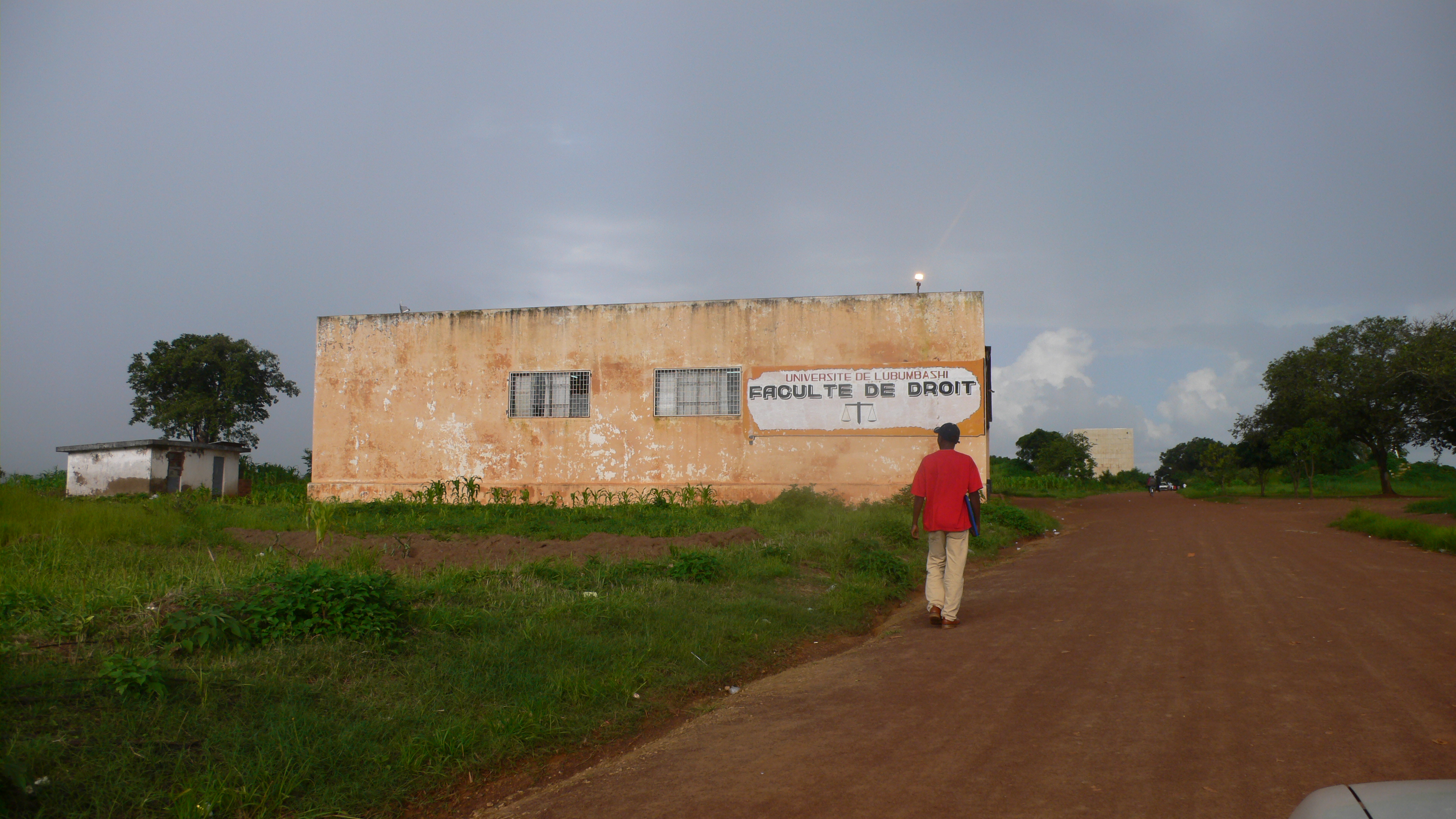
Juristische Fakultät der UNILU